# One, two, three, viva l'Algérie !

One, two, three, viva l'Algérie ! est un slogan scandé par les supporters de l'équipe d'Algérie de football. Il est également utilisé dans d'autres disciplines ainsi que dans des contextes non sportifs. 

## Composition du slogan
Le slogan mélange des mots dans trois langues : « One, two, three » en anglais (« un, deux, trois »), « viva » en espagnol (« vive »), et « l'Algérie » en français, généralement prononcé avec l'accent algérien (avec le « r » roulé).

## Histoire

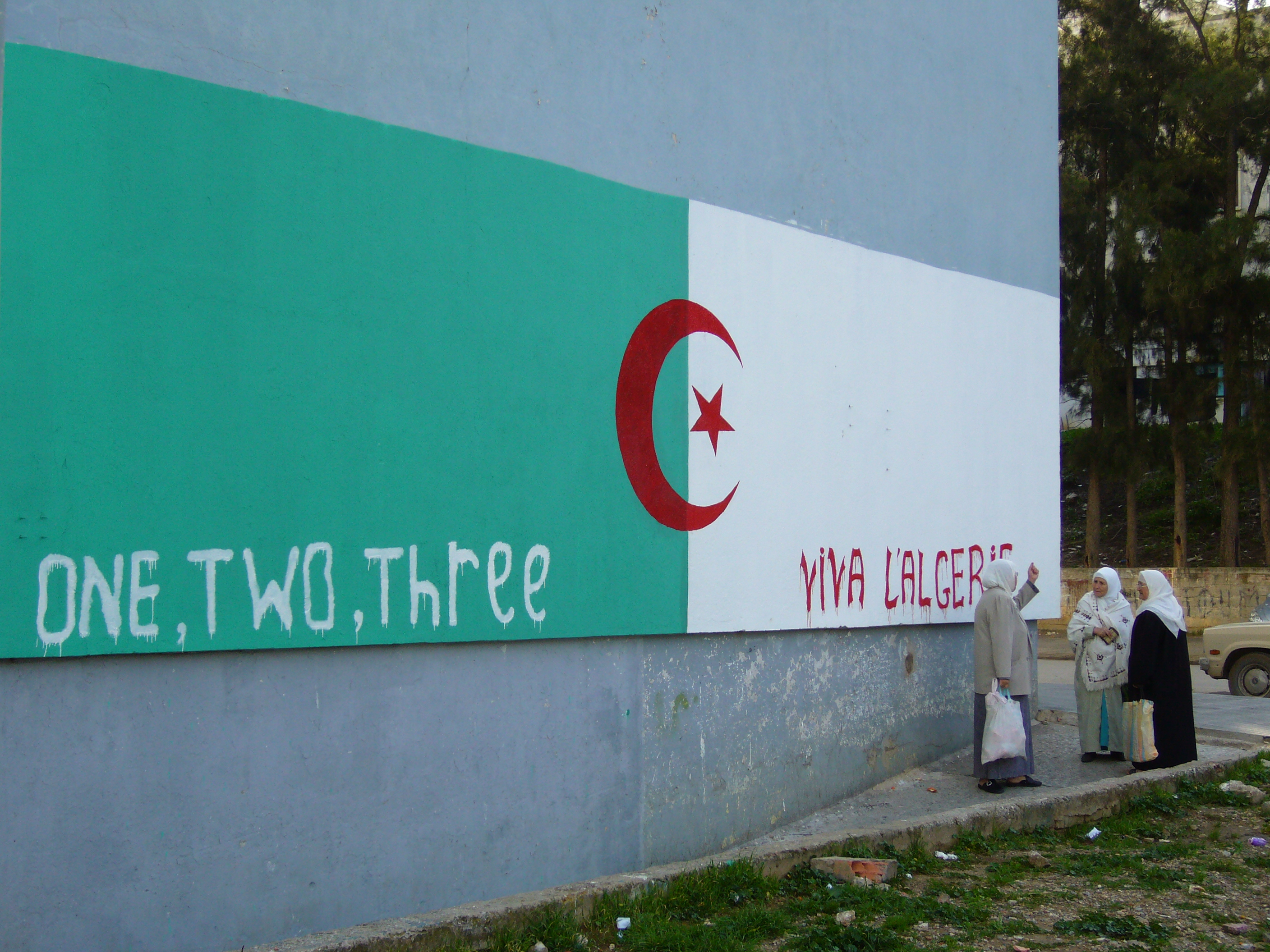
"One, two, three, viva l'Algérie" sur un mur à Annaba, en 2009.

Selon Kader Abderrahim, chercheur à l'IRIS, il n'existe « aucune certitude historique » concernant l'origine de ce slogan et « plusieurs théories circulent sans que l’on sache véritablement d’où vient ce chant ».
L'université de Tiaret donne une origine politique : il serait dérivé de l'un des slogans indépendantistes des Algériens dans les années 1950, « We want to be free! » (« Nous voulons être libres », clamé à destination des médias internationaux), qui serait ensuite devenu « One, two, three » à la suite d'une simple erreur de prononciation en étant reprise collectivement.
Selon une autre théorie, « One, two, three, viva l'Algérie! » aurait été entonné par des supporters le 3 mai 1974 dans le stade Habib-Bouakeul à Oran durant le match gagné 3-1 par l'équipe algérienne contre les Anglais de Sheffield United,. Ce slogan aurait également été utilisé cette année-là dans le cadre des tensions algéro-marocaines au sujet de la crise du Sahara occidental : des Algériens auraient scandé « One, two, three, viva l'Algérie ! » en réponse aux Marocains chantant « Un, deux, trois, vive le roi » à cette époque. Cette théorie est toutefois controversée car avant tout mise en avant par des politiciens.
Enfin, en 1975, lors des Jeux méditerranéens organisés à Alger, l'équipe algérienne de football, sous la direction de Rachid Mekhloufi, remporte la médaille d'or contre l'équipe de France sur le score de 3 à 2 le 6 septembre 1975, donnant là aussi lieu à ce chant dans les tribunes.
Plus tard, pendant la Coupe du monde au Brésil en 2014, des supporters belges le parodient pour leur propre équipe nationale : « One, two, frites, viva la Belgique ».

## Dans la culture
- One, two, three, viva l'Algérie ! est le titre d'une série documentaire algérienne diffusée en 2009 (19 épisodes de 36 minutes chacun) qui retrace les grands moments du football algérien depuis l'époque coloniale jusqu'aux années 2000[6].

- One, two, three, viva l'Algérie ! est le titre de plusieurs chansons algériennes reprenant ce slogan, interprétées par des artistes variés : Chebba Sonia et Cheb Mahfoud[2],[7], Palermo[2], Jimmy Oihid[2], DJ Kayz[8], Groupe Milano[9].

- Bienvenidos a mi país. One, two, three viva l'Algérie est le titre d'un livre d'Antonia Santolaya, Edicions de Ponent, 2011.

- « One, Two, Three, Viva l’Algirie ! » est le titre d’un ouvrage écrit par Djilax et relatant l’aventure de deux amis en Égypte et au Soudan dans un contexte footballistique tendu entre l’Égypte et l’Algérie.